# Liste du patrimoine culturel immatériel de l'humanité au Danemark
Cet article recense les pratiques inscrites au patrimoine culturel immatériel au Danemark.

## Statistiques
Le Danemark ratifie la convention pour la sauvegarde du patrimoine culturel immatériel le 30 octobre 2009. La première pratique protégée est inscrite en 2021.
En 2021, le Danemark compte 2 éléments inscrits au patrimoine culturel immatériel, sur la liste représentative.

## Listes

### Liste représentative
Les éléments suivants sont inscrits sur la liste représentative du patrimoine culturel immatériel de l'humanité :
| Élément                                      | Type | Subdivision | Année | Lien  | Notes                                                       | Illus. |
| -------------------------------------------- | --- | ----------- | ----- | ----- | ----------------------------------------------------------- | ------ |
| Les traditions nordiques des bateaux à clins | savoir-faire liés à l’artisanat traditionnel |             | 2021  | 01686 | Partagé avec la Finlande, l'Islande, la Norvège et la Suède |        |
| Le chant et la danse du tambour des Inuits   | arts du spectacle connaissances et pratiques concernant la nature et l’univers pratiques sociales, rituels et événements festifs traditions et expressions orales | Groenland   | 2021  | 01696 |                                                             |        |

### Patrimoine immatériel nécessitant une sauvegarde urgente
Le Danemark ne compte aucun élément listé sur la liste du patrimoine immatériel nécessitant une sauvegarde urgente.

### Registre des meilleures pratiques de sauvegarde
Le Danemark ne compte aucune pratique listée au registre des meilleures pratiques de sauvegarde.